# 立川志ゑん
立川 志ゑん（たてかわ しえん、1974年〈昭和49年〉6月24日 - ）は、落語家。落語立川流所属の真打。本名：後藤 貴雄。

2021年10月、『第１回我こそはカレクック大賞』グランプリを受賞

## 経歴
神奈川県横浜市出身。神奈川県立厚木西高等学校、駒澤大学経済学部卒業。大学在学中に立川志らくの「らく塾」に参加。
1999年4月、立川志らくに入門する。前座名は、志らくの8番目の弟子で、らく八。
2012年4月、二ツ目に昇進し、志奄に改名した。2019年5月、師匠の志らくが主宰する劇団の稽古に一門の弟子たちが一度も見学に来なかったことから「弟子が師匠に対して興味がないのなら弟子である必要はありません」との理由で、志らく門下の二つ目7人全員が前座に降格となった。ただし、いずれも期限を決めた上での前座再修行としている。その後、同年7月1日付で二ツ目に復帰した。
2020年10月7日、町田市民ホールでの「立川志奄 真打昇進試験落語会」において、真打昇進が内定し、2021年9月に真打昇進、志ゑんに改名。

### 真打昇進披露パーティーの延期
- 2021年9月11日に、都内の東天紅・上野本店にて真打昇進パーティーを行う予定であったが、新型コロナウイルス感染症緊急事態宣言のため延期となる。

### 『本人不在披露パーティーの様なもの』
- 本来、真打昇進披露パーティーを行う予定であった2021年9月11日の13:30から、立川志らく一門の立川志らら、立川こしらの企画により、シークレットイベント「ゆにおん食堂プレゼンツ～立川志奄改メ立川志ゑん『本人不在披露パーティーの様なもの』」が、都内六本木のゆにおん食堂で、立川志ゑん不在の状態で開かれた。
- シークレットイベントは、YouTube番組「ゆにおん食堂プレゼンツ～『HALLO中堅』」（毎週土曜日16:00より配信）で発表され、有料入場者を集めて開かれた。入場料をはじめ、会場では、手ぬぐい、扇子、披露目のチケットなどの販売も行われ、売り上げは立川志ゑんへの祝儀にあてられた。
- イベント当日の会場は、感染拡大防止策が徹底され、ソーシャルディスタンスを確保した着座、食事の提供はナシ、提供されたソフトドリンクもドレッシングボトルに入れて提供された。

### 『HALLO中堅』への生出演
- 2021年9月11日のシークレットイベント直後の16時から、同じ会場からLIVE配信されたYouTube番組「ゆにおん食堂プレゼンツ～『HALLO中堅』」に、立川志ゑんがサプライズゲストとして、生出演した。
- 番組配信スタート直後に、本人登場のサプライズの中で登場するやいなや、志ゑんが「トイレに行ってもいいですか！！」と言い放ち、早々にトイレに消えた。番組に出演した立川志らら、立川こしらによると、シークレットイベントの来場者の入場時間前から　ゆにおん食堂のバッグヤードの冷凍庫の影に隠れていていたとのこと。この間、ゆにおん食堂店主の心遣いによる賄いドリンクにより、尿意をもよおした。

### 真打昇進披露興行
2021年10月26日、東京都渋谷区の渋谷区文化総合センター大和田さくらホールで、『立川志奄　改　志ゑん　真打昇進披露興行』が開催される。

▼出演者（当日出番順、演目）
1. 立川志らら（鰻屋）
2. 立川談笑（初天神）
3. 立川志らく（やかん）
4. 口上
5. 柳亭市馬（穴どろ）
6. 松元ヒロ
7. 立川志ゑん（粗忽長屋）

### 我こそはカレクック大賞
2021年10月30日、ゆにおん食堂プレゼンツHALLO中堅『第１回我こそはカレクック大賞』グランプリを受賞した。多数のエントリーのなか、激戦を勝ち抜いた。
▼他のエントリー
- 卒業アルバムの岡田クン
- 小型犬
- 東西落語名鑑 など

## 芸歴
- 1999年4月∶立川志らくに入門[1]、前座名「らく八」。
- 2012年4月∶二ツ目昇進、「志奄」に改名。
- 2019年
  - 5月∶前座に降格。
  - 7月∶二ツ目に復帰。
- 2021年9月∶真打昇進、「志ゑん」に改名。